# La Blanca (Wenezuela)
La Blanca – miasto w Wenezueli, w stanie Mérida.